# A Kray fivérek
A Kray fivérek (eredeti címe: The Krays) 1990-ben bemutatott brit bűnügyi életrajzi film, amelyet Peter Medak rendezett. A forgatókönyvet a Kray ikrek élete alapján Philip Ridley készítette. A főbb szerepekben Martin és Gary Kemp, Tom Bell és Billie Whitelaw. 1990. április 27-én mutatták be az Egyesült Királyságban. A produkciót egy BAFTA-díjra jelölték a legjobb női mellékszereplő kategóriában a 44. BAFTA-gálán.

## Történet
A film a Kray ikrek életét mutatja be a gyermekkortól a felnőtté válásukig. A cselekmény középpontjában az ikrek és imádott édesanyjuk kapcsolata áll. Ronald, kettejük közül a dominánsabb, számos erőszakos cselekményre veszi rá testvérét, Reginaldot. A fivérek egy erős szervezett banda vezetőjeként hatalomra jutnak az 1960-as évek Londonjában. A történet taglalja a testvérek magánéletét is, köztük Reginald házasságát, elidegenedését feleségétől, aki végül öngyilkosságot követ el.

## Szereplők
| Szerep            | Színész            |
| ----------------- | ------------------ |
| Violet Kray       | Billie Whitelaw    |
| Jack McVitie      | Tom Bell           |
| Ronnie Kray       | Gary Kemp          |
| Reggie Kray       | Martin Kemp        |
| Rose              | Susan Fleetwood    |
| May               | Charlotte Cornwell |
| Frances           | Kate Hardie        |
| Helen             | Avis Bunnage       |
| idős Charlie Kray | Alfred Lynch       |
| Steve             | Gary Love          |
| George Cornell    | Steven Berkoff     |
| Cannonball Lee    | Jimmy Jewel        |
| Mrs Lawson        | Barbara Ferris     |
| Mr Lawson         | Victor Spinetti    |
| Eddie Pellam      | John McEnery       |
| Iris              | Patti Love         |
| Judy Garland      | Julia Migenes      |

## Fogadtatás

### Kritikai visszhang
A film kiváló értékeléseket kapott. A Rotten Tomatoeson 82%-os minősítést ért el 17 értékelés alapján. Roger Ebert szerint: „A film nem egyszerűen a késelések, fojtogatások és vérengzések katalógusa. Mélyebbre hatol, mint az ikrek csavaros patológiájába, akiknek az arca felragyogott az örömtől, amikor az anyjuk azt mondta nekik, hogy pont úgy néznek ki, mint a rendes úriemberek.” Victor Stiff azt írta: „Medak minden verekedéssel, vérontással és nagyképű okostojással megtöltötte A Kray fivéreket, amit egy rajongó egy gengszterfilmtől elvárhat.” Hilary Mantel a The Spectatortól azt írta: „Különös, de nagyon érdekes film.”
A Metacritic 70 pontot adott a 100-ból 18 vélemény alapján. Desson Thomson a Washington Posttól azt írta: „A Kray fivérek egy vészjósló, lebilincselő metafora az emberi szörnyekről és a bűnözői élet szörnyűségeiről. Az év egyik legeredetibb filmje.” Jay Carr a Boston Globe-tól azt írta: „A Kray fivérek az egyik legművészibb, leghátborzongatóbb gengszterfilm, ami valaha készült.” Owain Yolan az Empire-től azt írta: „Nem tudott elég félelmet kelteni a közönségben, de ennek a bátor előretörésnek kinyílik a bicska a zsebében a gondolatra, hogy elpuhult.”

### Bevétel adatai
A Box Office Mojo szerint a film 2 millió dolláros bevételt ért el, a költségvetésről nincs adat.

## Fontosabb díjak és jelölések
- 44. BAFTA-gála: Legjobb női mellékszereplő – Billie Whitelaw (jelölés)